# 哈拉和林博物馆
“哈拉和林”博物馆是蒙古国前杭爱省哈拉和林的一座历史与考古博物馆。

## 历史
该博物馆建立于蒙古帝国首都哈拉和林，专门收藏和保护、研究有关元上都文物以及世界遗产鄂尔浑河谷文化景观。本博物馆为蒙古政府同日本政府合作在2007年建立。
作为赠款援助的一部分，日本政府为支持创建博物馆而提供了500万美元。 2009年6月起，日本公司开始了建设工作。博物馆于2011年6月8日开馆。

## 展览
博物馆的展览分为三个部分：石器时代、青铜时代、蒙古帝国前史及蒙古帝国。在最后一个部分展出了成吉思汗、窝阔台的银币，忽必烈的牌子（Paiza），和其他与蒙古帝国首都的历史有关的文物。展览的中心是一个微型城市模型。在博物馆里，有修复车间、图书馆、报告厅和临时展览大厅。